# Psychoda pulla
Psychoda pulla és una espècie de dípter pertanyent a la família dels psicòdids que es troba a Sud-amèrica: Xile.